# Taça Augusto Pereira da Mota
A Taça Augusto Pereira da Motta foi o segundo turno do campeonato carioca de 1975. Foi disputada por América, Bangu, Bonsucesso, Botafogo, Campo Grande, Flamengo, Fluminense, Madureira, Olaria, Portuguesa, São Cristóvão e Vasco no sistema de pontos corridos e teve o  Botafogo como campeão.
Obs: Em 1976 este mesmo turno se chamou Taça José Wânder Rodrigues Mendes, e o Botafogo F.R. também foi o campeão. Portanto, o Botafogo F.R. foi Bicampeão do segundo turno -75/76.

## Jogos
| Data  | Partida       | Partida | Partida       |
| ----- | ------------- | ------- | ------------- |
| 01/05 | Bangu         | 0 – 2   | América       |
| 01/05 | Olaria        | 0 – 0   | São Cristóvão |
| 01/05 | Botafogo      | 6 – 3   | Campo Grande  |
| 01/05 | Flamengo      | 5 – 0   | Madureira     |
| 03/05 | Bonsucesso    | 1 – 1   | Portuguesa    |
| 03/05 | América       | 2 – 0   | Campo Grande  |
| 03/05 | Fluminense    | 1 – 1   | São Cristóvão |
| 03/05 | Flamengo      | 1 – 0   | Olaria        |
| 04/05 | Vasco         | 0 – 1   | Botafogo      |
| 04/05 | Bangu         | 3 – 0   | Madureira     |
| 07/05 | Vasco         | 2 – 1   | Madureira     |
| 07/05 | América       | 2 – 2   | Olaria        |
| 07/05 | Campo Grande  | 1 – 0   | São Cristóvão |
| 07/05 | Bonsucesso    | 1 – 1   | Fluminense    |
| 07/05 | Bangu         | 0 – 3   | Botafogo      |
| 10/05 | São Cristóvão | 2 – 6   | Botafogo      |
| 10/05 | Flamengo      | 3 – 0   | Bonsucesso    |
| 11/05 | América       | 2 – 2   | Fluminense    |
| 11/05 | Vasco         | 4 – 0   | Portuguesa    |
| 11/05 | Campo Grande  | 0 – 0   | Bangu         |
| 11/05 | Madureira     | 1 – 0   | Olaria        |
| 14/05 | América       | 2 – 0   | Madureira     |
| 14/05 | Flamengo      | 3 – 2   | Portuguesa    |
| 17/05 | Vasco         | 4 – 0   | América       |
| 17/05 | Bonsucesso    | 1 – 1   | Madureira     |
| 18/05 | Flamengo      | 2 – 1   | Fluminense    |
| 18/05 | São Cristóvão | 0 – 0   | Bangu         |
| 18/05 | Olaria        | 2 – 0   | Campo Grande  |
| 21/05 | Vasco         | 1 – 0   | Bonsucesso    |
| 21/05 | Portuguesa    | 2 – 0   | Olaria        |
| 21/05 | Fluminense    | 3 – 0   | Bangu         |
| 21/05 | Flamengo      | 0 – 0   | Campo Grande  |
| 24/05 | Bonsucesso    | 2 – 2   | Olaria        |
| 24/05 | Fluminense    | 1 – 0   | Campo Grande  |
| 24/05 | América       | 5 – 0   | Portuguesa    |
| 25/05 | Madureira     | 2 – 0   | São Cristóvão |
| 25/05 | Flamengo      | 2 – 2   | Botafogo      |
| 28/05 | Vasco         | 2 – 1   | São Cristóvão |
| 28/05 | Portuguesa    | 0 – 5   | Fluminense    |
| 28/05 | Bonsucesso    | 0 – 3   | Botafogo      |
| 31/05 | América       | 1 – 0   | Bonsucesso    |
| 31/05 | Portuguesa    | 2 – 1   | Campo Grande  |
| 31/05 | Flamengo      | 2 – 0   | São Cristóvão |
| 31/05 | Botafogo      | 1 – 0   | Madureira     |
| 01/06 | Olaria        | 0 – 0   | Bangu         |
| 01/06 | Vasco         | 0 – 1   | Fluminense    |
| 04/06 | Botafogo      | 4 – 1   | América       |
| 04/06 | Vasco         | 2 – 0   | Campo Grande  |
| 04/06 | Portuguesa    | 1 – 1   | Madureira     |
| 04/06 | São Cristóvão | 1 – 1   | Bonsucesso    |
| 07/06 | América       | 1 – 0   | São Cristóvão |
| 07/06 | Campo Grande  | 1 – 0   | Bonsucesso    |
| 07/06 | Fluminense    | 3 – 0   | Madureira     |
| 07/06 | Botafogo      | 1 – 0   | Olaria        |
| 08/06 | Vasco         | 1 – 2   | Flamengo      |
| 08/06 | Bangu         | 0 – 0   | Portuguesa    |
| 11/06 | Bangu         | 0 – 5   | Flamengo      |
| 11/06 | Botafogo      | 2 – 0   | Portuguesa    |
| 12/06 | Fluminense    | 1 – 0   | Olaria        |
| 14/06 | Flamengo      | 2 – 1   | América       |
| 14/06 | Bangu         | 3 – 1   | Bonsucesso    |
| 14/06 | São Cristóvão | 1 – 1   | Portuguesa    |
| 15/06 | Botafogo      | 2 – 0   | Fluminense    |
| 15/06 | Vasco         | 2 – 0   | Olaria        |
| 15/06 | Madureira     | 1 – 0   | Campo Grande  |
| 18/06 | Vasco         | 0 – 0   | Bangu         |

| 1  | Botafogo      | 21 |
| 2  | Flamengo      | 20 |
| 3  | Vasco         | 15 |
| 3  | Fluminense    | 15 |
| 5  | América       | 14 |
| 6  | Bangu         | 9  |
| 7  | Madureira     | 8  |
| 7  | Portuguesa    | 8  |
| 9  | Olaria        | 6  |
| 9  | Campo Grande  | 6  |
| 11 | Bonsucesso    | 5  |
| 11 | São Cristóvão | 5  |